# Microstylum rabodae
Microstylum rabodae là một loài ruồi trong họ Asilidae. Microstylum rabodae được Karsch miêu tả năm 1884. Loài này phân bố ở vùng nhiệt đới châu Phi.